# Micropachycephalosaurus hongtuyanensis
Micropachycephalosaurus (il cui nome significa "piccola lucertola dal cranio spesso") è un genere estinto di dinosauro ceratopside vissuto nel Cretaceo superiore, circa 69.5 milioni di anni fa (Maastrichtiano), in Cina. Finora è stato scoperto un solo scheletro incompleto di un singolo esemplare ritrovato in una scogliera a sud ovest di Laiyang, nella Provincia di Shandong. Il Micropachycephalosaurus era un bipede erbivoro, e attualmente detiene il primato di avere il più lungo nome generico di qualsiasi altro dinosauro. Ironia della sorte, è anche uno dei dinosauri più piccoli mai scoperti con solo 1 metro (3,3 piedi) di lunghezza e 30 centimetri di altezza, evidenziano che fosse di dimensioni inferiori a quelle del più popolare Compsognathus.

## Tassonomia
L'unica specie ascritta a questo genere è M. hongtuyanensis. Lo scopritore del fossile il paleontologo Dong Zhiming descrisse e classificò l'animale come un membro di pachycephalosauria, un gruppo di dinosauri bipedi erbivori dalla testa a cupola. Tuttavia, la rivalutazione della famiglia dei Pachycephalosauridae, da parte di Sullivan, nel 2006, ha messo in dubbio tale classificazione. Nel 2008, un'ulteriori studio da parte di Butler e Zhao ha cercato tutte le caratteristiche che accomunano Micropachycephalosaurus e i pachycephalosauria. L'unico elemento di prova che potrebbe fornire una connessione tra di essi è il tetto del cranio presumibilmente addensato, che tuttavia mancava alla collezione di fossili degli scienziati che hanno esaminato il fossile, e quindi non poteva essere utilizzato per sostenere o smentire la classificazione originaria. Butler e Zhao, pertanto classificarono l'animale come un membro indeterminato di Cerapoda. Nel 2011, l'analisi cladistica eseguita da Butler et al. hanno dimostrato che il Micropachycephalosaurus è membro basale di Ceratopsia.